# Panendoskopia
Panendoskopia (często w uproszczeniu nazywana gastroskopią lub gastrofiberoskopią, skr. GFS) – metoda diagnostyczna górnego odcinka przewodu pokarmowego polegająca na wprowadzeniu do niego giętkiego przewodu (endoskopu) zaopatrzonego w źródło światła i układ rejestrujący oraz przekazujący obraz. Panendoskopia należy do grupy badań endoskopowych, czyli badań wnętrza ciała. Badanie całego górnego odcinka przewodu pokarmowego (od przełyku do dwunastnicy) w sensie stricte medycznym powinno być nazywane ezofagogastroduodenoskopią.

## Historia[1]

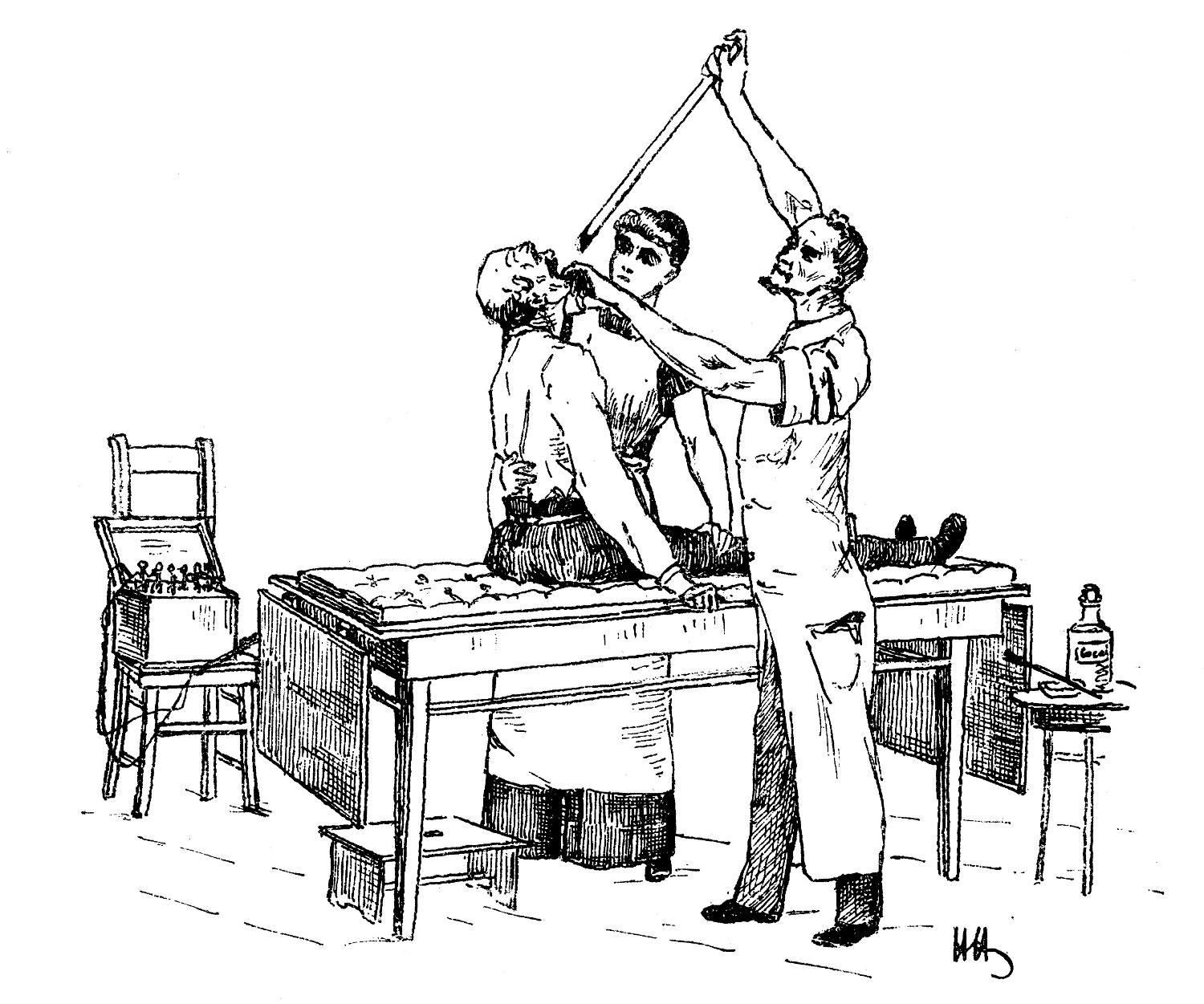
Sposób zakładania gastroskopu Kussmaula

Po raz pierwszy wziernikowanie żołądka za pomocą sztywnej metalowej rury zostało zademonstrowane w 1868 r. we Fryburgu Bryzgowijskim przez Adolfa Kussmaula. Zbadany pacjent był połykaczem mieczy. Na ziemiach polskich metody tej użył po raz pierwszy Jan Mikulicz-Radecki w Krakowie (1881). Wraz z wiedeńskim wytwórcą narzędzi chirurgicznych Josefem Leiterem udoskonalił on urządzenie dodając na jego końcu źródło światła w postaci chłodzonej wodą lampy z platynową pętlą. Kolejne ulepszenie Leitera polegało na zastosowaniu w 1883 r. żarówki wynalezionej właśnie przez Edisona. Stosowanie sztywnego instrumentu wiązało się z dużym ryzykiem przebicia gardła bądź przewodu pokarmowego. Z tego powodu zaczęto stosować układ soczewek umożliwiający oglądanie obszaru obok endoskopu (tzw. optyka boczna), a na końcu instrumentu umieszczono giętką, gumową końcówkę.
Dalszy postęp zawdzięcza endoskopia pracy niemieckiego lekarza Rudolfa Schindlera. Najpierw, w 1922 r. dodał on do urządzenia kanał powietrza, którego strumień oczyszczał soczewkę poprawiając w ten sposób widoczność i bezpieczeństwo badania. Następnie, w 1932 r. we współpracy z berlińskim konstruktorem Georgiem Wolfem opracował on endoskop półsztywny: instrument miał długość 78 cm, z czego giętka końcówka - 44 cm. W części giętkiej obraz przenoszony był przez układ położonych blisko siebie wypukłych soczewek o krótkiej ogniskowej, a jej średnica wynosiła 12 mm. Źródło światła stanowiła żarówka zasilana napięciem 8 V. Ponieważ endoskop ten nie pozwalał na obejrzenie przełyku, w latach 40. gastroskopia składała się z 2 etapów: najpierw za pomocą sztywnego ezofagoskopu oglądano przełyk, a następnie za pomocą gastroskopu - żołądek. Dwunastnicę badano radiologicznie. Pod koniec lat 40. bostoński chirurg Edward Benedict zmodyfikował endoskop Schindlera dodając do niego kanał umożliwiający pobieranie wycinków (zwiększyło to średnicę instrumentu do 14 mm).

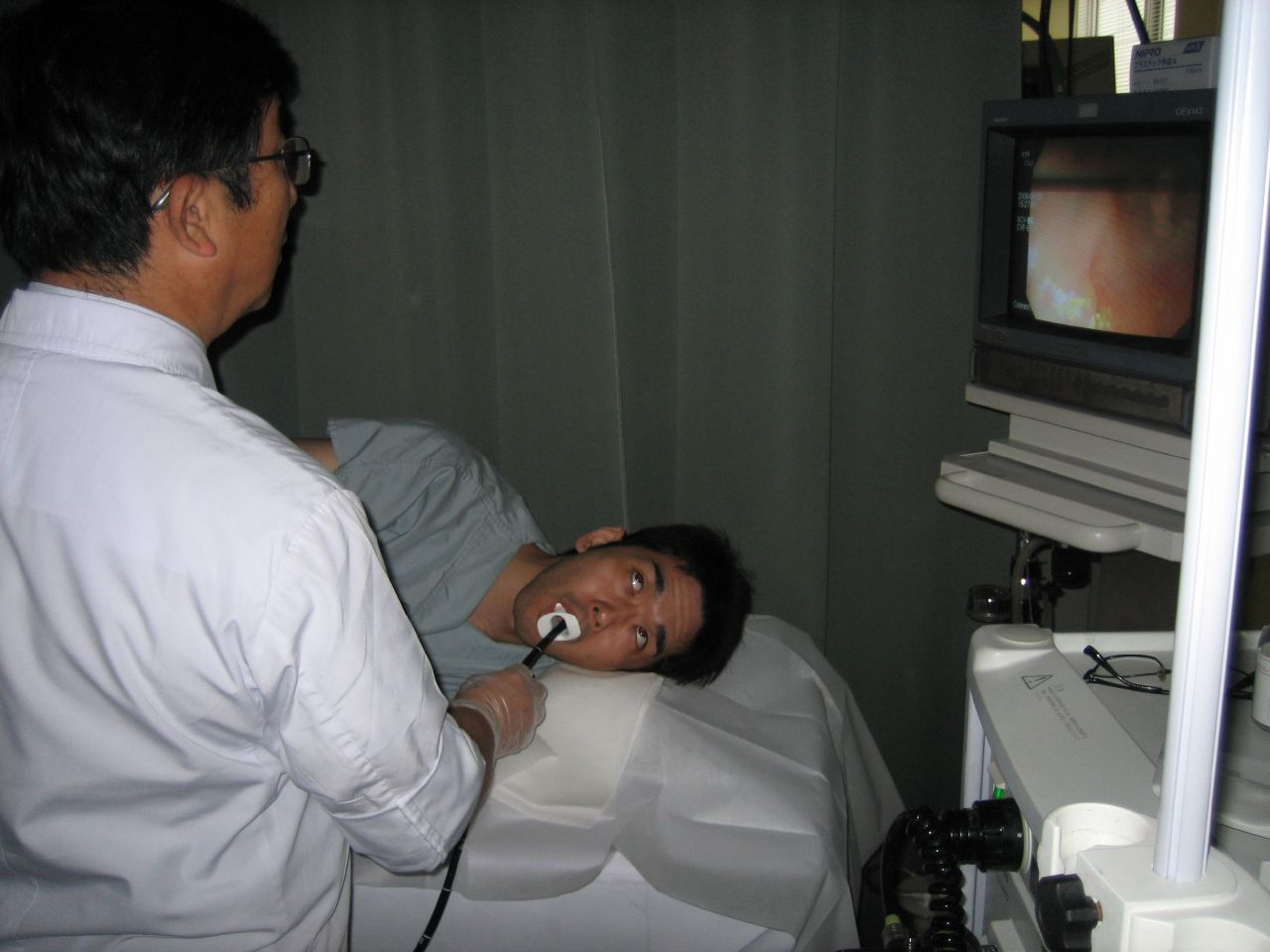
Współczesna panendoskopia

W lutym 1957 r. amerykański lekarz Basil Hirschowitz po raz pierwszy użył opracowanego we współpracy z fizykami z Uniwersytetu Michigan w pełni giętkiego endoskopu. W konstrukcji urządzenia po raz pierwszy wykorzystano światłowód w celu przekazywania obrazu. Źródłem światła nadal była żarówka znajdująca się na końcu endoskopu. Ponieważ urządzenie nie posiadało żadnego systemu poruszania końcówką, zmianę pola widzenia uzyskiwano obracając cały aparat. Nadal nie można było wprowadzić instrumentu do opuszki dwunastnicy. Dopiero wprowadzenie pod koniec lat 60. systemu poruszania końcówką endoskopu umożliwiło wykonywanie pełnej ezofagogastroduodenoskopii i spowodowało wycofanie z użytku endoskopów półsztywnych.
Niezależnie od prac konstrukcyjnych w USA, rozwój endoskopii postępował także w Japonii przy znaczącym udziale firmy Olympus. W roku 1950 skonstruowano tam gastrokamerę - giętki wziernik umożliwiający wykonywanie fotografii (ale nie bezpośrednie oglądanie) żołądka. W roku 1964 Olympus wprowadził do sprzedaży giętki endoskop ze sterowaną końcówką - model GTF-A.
Od roku 1964 zaczęto przenosić soczewkę na szczyt końcówki (tzw. optyka wprostna), co ułatwiło znacznie badanie, a zwłaszcza oglądanie przełyku. W roku 1983 firma Welch Allyn zademonstrowała pierwszy wideoendoskop - instrument, w którym układ optyczny tworzy obraz na przetworniku optoelektronicznym; zakodowany w postaci cyfrowej obraz jest następnie oglądany podczas badania na monitorze. We współczesnej medycynie korzysta się już niemal wyłącznie z wideoendoskopów.

## Przebieg badania
Wykonanie gastroskopii poprzedzone jest zwykle znieczuleniem miejscowym gardła, polegającym na jego spryskaniu roztworem środka znieczulającego (zwykle jest to lidokaina). Zmniejsza to dolegliwości towarzyszące badaniu. Następnie pacjent kładzie się na lewym boku, zakładany jest ustnik chroniący zęby oraz endoskop i rozpoczyna się właściwe badanie. Instrument wprowadza się przez jamę ustną i gardło do przełyku. Czas trwania badania jest różny: od, najczęściej, około 5 minut do pół godziny. Panendoskopia nie jest zwykle badaniem bolesnym, ale u wielu pacjentów może powodować nieprzyjemnie odczucia (odruch wymiotny, wrażenie "duszenia się", kaszel, odbijanie). Powodowane jest to zarówno drażnieniem receptorów błony śluzowej języka i gardła, jak i rozdymaniem żołądka przez wdmuchiwane do niego powietrze. Po badaniu może również występować ból gardła.
Panendoskopia umożliwia obejrzenie w czasie jednego badania kilku części przewodu pokarmowego:
- przełyku (ezofagoskopia)
- żołądka (gastroskopia)
- dwunastnicy (duodenoskopia).

W czasie badania niekiedy pobierany jest materiał do badań cytologicznych i histopatologicznych, a także wykonywane są zabiegi, takie jak polipektomia (usunięcie polipów błony śluzowej), zatamowanie krwawienia czy usunięcie ciała obcego. Zabiegi te nie są bolesne.

## Zastosowanie
Panendoskopia jest procedurą zarówno diagnostyczną, jak i leczniczą.

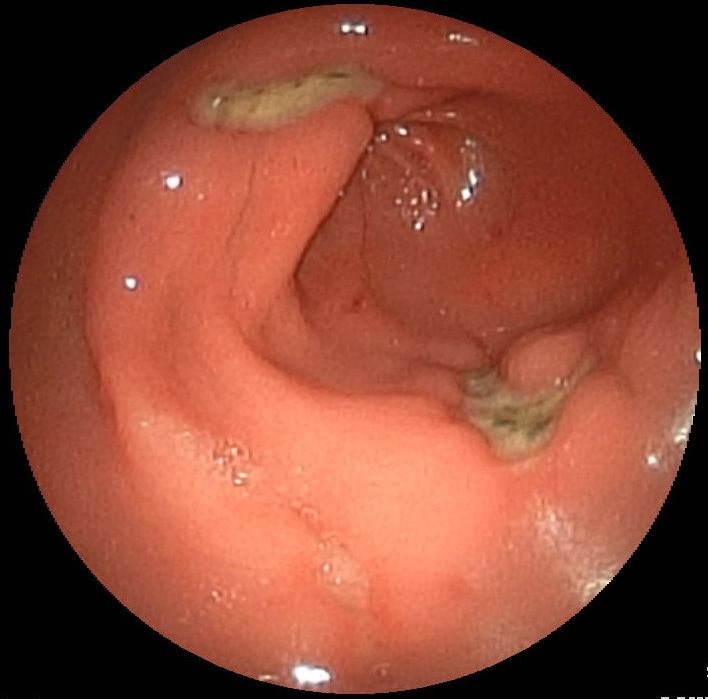
Wrzody części odźwiernikowej żołądka

Niektóre ze schorzeń, których wykrywanie stało się możliwe dzięki zastosowaniu panendoskopii:
- przełyk Barretta
- rak przełyku
- żylaki przełyku
- zapalenie błony śluzowej przełyku
- choroba wrzodowa żołądka i dwunastnicy
- rak żołądka, właściwie wykonywane badania przesiewowe potrafią wykryć tę chorobę we wczesnym stadium rozwoju
- inne złośliwe lub potencjalnie złośliwe nowotwory żołądka (np. chłoniak, GIST)
- zapalenie błony śluzowej żołądka, także wywoływane przez Helicobacter pylori

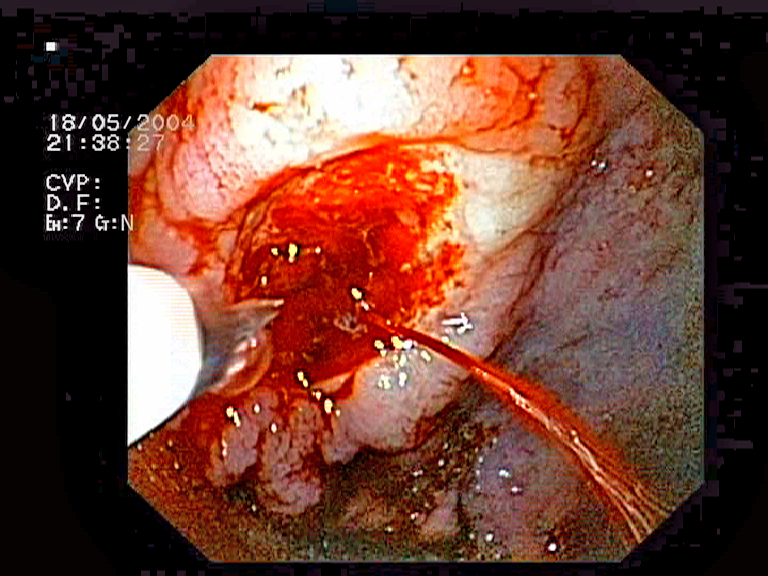
Krwawiący wrzód żołądka. Po lewej widoczna końcówka igły służącej do tamowania krwawień.

Niektóre zastosowania lecznicze panendoskopii:
- usuwanie polipów błony śluzowej
- obliteracja (zamykanie) żylaków przełyku i żołądka
- tamowanie krwawień
- rozszerzanie zwężeń, w tym też leczenie achalazji przełyku
- zakładanie protez do zwężonych odcinków przewodu pokarmowego
- wykonywanie gastrostomii
- usuwanie ciał obcych ze światła przewodu pokarmowego
- koagulacja zmian naczyniowych
- usuwanie wczesnych zmian nowotworowych i zmian podnabłonkowych (endoskopowa dysekcja podśluzówkowa)

## Powikłania
Panendoskopia jest względnie bezpiecznym badaniem. Ocenia się , że do powikłań dochodzi w 0,13% panendoskopii, a do zgonu badanego w 0,004% (czyli raz na 25.000 badań). Ryzyko powikłań jest wyższe w przypadku procedur zabiegowych w porównaniu z badaniami jedynie diagnostycznymi.
Powikłania związane z układem sercowo-naczyniowym i oddechowym

W dużym odsetku są skutkiem nie tyle samej panendoskopii, co towarzyszącego jej znieczulenia ogólnego, o ile zostało zastosowane, i dotykają osób z poważnymi chorobami serca. Najczęściej problemy te ustępując po zakończeniu znieczulenia i badania.
- zaburzenia rytmu serca
- hipotensja
- niewydolność serca
- niedokrwienie i zawał mięśnia sercowego
- zaburzenia oddychania
- zachłystowe zapalenie płuc
- udar mózgu

Powikłania infekcyjne
- infekcyjne zapalenie wsierdzia (występuje nie częściej niż raz na 5-10 milionów badań[2] )
- ropień zagardłowy (niezwykle rzadkie powikłanie)
- zakażenia wirusami zapalenia wątroby

Przebicie ściany przewodu pokarmowego

Jest to rzadkie powikłanie (0,03%  lub od 1/2500 do 1/11000 badań ), do którego dochodzi zwykle podczas wykonywania procedur zabiegowych (takich, jak rozszerzanie zwężeń), u pacjentów z uchyłkiem Zenkera lub uchyłkami przełyku i dwunastnicy oraz z nowotworami górnego odcinka przewodu pokarmowego.

Krwawienie

Do tego bardzo rzadkiego powikłania dochodzi u pacjentów z zaburzeniami krzepnięcia krwi, a także podczas niektórych procedur zabiegowych, takich jak usuwanie polipów czy rozszerzanie zwężeń.